# La Famille (Rousseau)
Pour les articles homonymes, voir La Famille.
La Famille est un tableau réalisé par le peintre français Henri Rousseau entre 1890 et 1900. Cette huile sur toile naïve est un portrait de famille représentant huit adultes, devant la façade d'une maison  aux fenêtres et aux volets ouverts, occupant le fond de la composition,  avec un bébé en premier  plan sur l'herbe verte. Cette peinture est conservée à la fondation Barnes, à Philadelphie, aux États-Unis.